# Valle de los Caídos
Valle de los Caídos (pol. Dolina Poległych), właściwie Monumento Nacional de Santa Cruz del Valle de los Caídos – Narodowy Pomnik Świętego Krzyża w Dolinie Poległych) – mauzoleum upamiętniające ofiary wojny domowej w Hiszpanii, położone w paśmie Sierra de Guadarrama.
Budowę mauzoleum zadekretował Francisco Franco 1 kwietnia 1940 – w pierwszą rocznicę zakończenia wojny domowej. Położone w górach miejsce wybrał sam Franco. Prace trwały do 1959. Mauzoleum zostało wykonane między innymi rękami więźniów-ochotników (pojawiają się różne oceny co do ich liczby), w tym i więźniów politycznych (w myśl polityki pojednania każdy dzień pracy oznaczał skrócenie wyroku o dwa dni, a za rok pracy darowano 10 lat więzienia). Zgodnie z zamiarami Franco mauzoleum miało być monumentalne, by uczcić skalę wojny – uznawanej przez frankistów za krucjatę – i nawiązywać do imperialnej przeszłości Hiszpanii Królów Katolickich. Wymagania te zostały zrealizowane przez twórcę projektu i kierownika budowy – architekta Pedro Muguruzę oraz jego następcę Diego Mendeza. Rzeźby zdobiące bazylikę i 18-metrowe figury czterech ewangelistów oraz czterech cnót u podstawy krzyża wykonał Juan de Avalos.
Mauzoleum mieści się w dolinie Cuelgamuros w górach Guadarrama, 12 km na północ od pałacu Escorialu, 50 km na północny zachód od Madrytu. Kompleks składa się z podziemnej bazyliki, wykutej w skale, oraz z ogromnego krzyża stojącego na szczycie wzgórza Risco de Nava. Po przeciwnej stronie wzgórza mieści się klasztor benedyktynów.
Bazylika ma formę podziemnej krypty, długiej na 262 metry i wysokiej na sześć pięter. Na kopule bazyliki znajduje się kolorowa mozaika przedstawiająca wędrówkę zmarłych do nieba. Ołtarz główny wykonany został z litego bloku granitowego. Wobec protestu papieża, który nie godził się, aby świątynia przewyższyła bazylikę św. Piotra, przedzielono ją bramą – przepierzeniem. Do bazyliki prowadzi krótki tunel o kolebkowym sklepieniu, na którego drzwiach z kutego żelaza widnieje frankistowski orzeł. W zamkniętych ossuariach bazyliki zostało złożonych 40 tysięcy urn z prochami żołnierzy i innych osób pomordowanych podczas wojny. Rejestr obejmuje 33 847 ciał, z tego 12 421 niezidentyfikowanych, ale wskazuje się, że jest on niedokładny. Pierwotnie, zgodnie z założeniem, mauzoleum miało gromadzić jedynie ciała ofiar ze strony frankistowskiej, uważanych za męczenników i bohaterów krucjaty przeciw komunizmowi. W 1958 roku jednakże zdecydowano, w ramach oficjalnej polityki pojednania, że będą w nim chowane także ciała ofiar ze strony republikańskiej, pod warunkiem, że były wyznania katolickiego. W kolejnych latach do mauzoleum zwożono szczątki ekshumowane z pobojowisk i miejsc egzekucji. W Dolinie znajduje się grób rozstrzelanego przez republikanów w 1936 roku lidera Falangi José Antonio Primo de Rivery, usunięty 24 kwietnia 2023 roku, a do 24 października 2019 roku także grób Francisco Franco. Grób dyktatora przykrywała płyta ze złotymi literami "Francisco Franco Bahamonde", którą oświetlało światło z wykutego w skale okienka. Znajdował się również drewniany krucyfiks, wykonany osobiście przez dyktatora z drzewa jałowcowego. Przez wiele lat środowiska lewicowe dążyły do ekshumacji trumny ze szczątkami Franco i przeniesienia ich w inne miejsce. Po licznych bataliach prawnych, przy sprzeciwie rodziny generała, przeora Bazyliki oraz środowisk prawicowych 24 października 2019 roku grób dyktatora został zlikwidowany, a jego ciało pochowane na podmadryckim cmentarzu Mingorrubio.
Przed wejściem do bazyliki znajduje się wielki plac, z którego rozciągają się widoki na dolinę i na przedmieścia Madrytu.
Kamienny krzyż na wzgórzu ma 152,4 m wysokości, 46 m rozpiętości i 6 m szerokości, waży 201 tysięcy ton i jest widoczny z odległości prawie 50 kilometrów. Jest to najwyższy pamiątkowy krzyż na świecie.
Dolina Poległych jest obecnie celem pielgrzymek i wycieczek. Odbywają się tam również spotkania falangistów w rocznicę śmierci Franco i José Antonio Primo de Rivery (20 listopada) i w rocznicę wybuchu powstania (18 lipca). Kolejne socjalistyczne rządy Hiszpanii planowały przebudowę mauzoleum.

## Galeria zdjęć

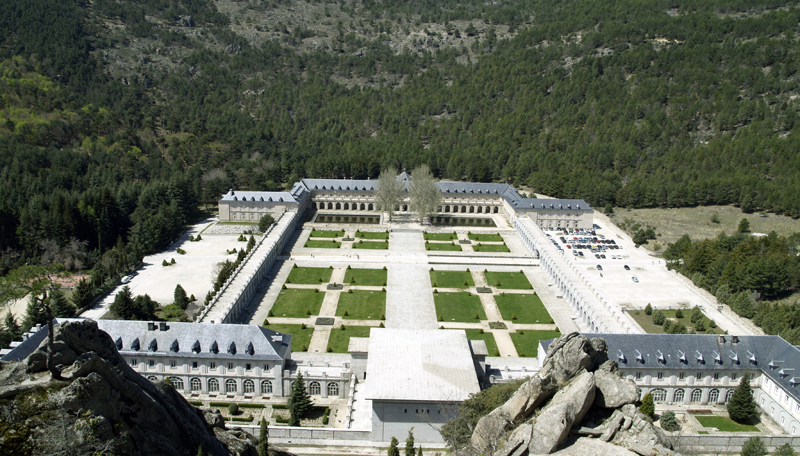
Opactwo benedyktynów w Dolinie Poległych
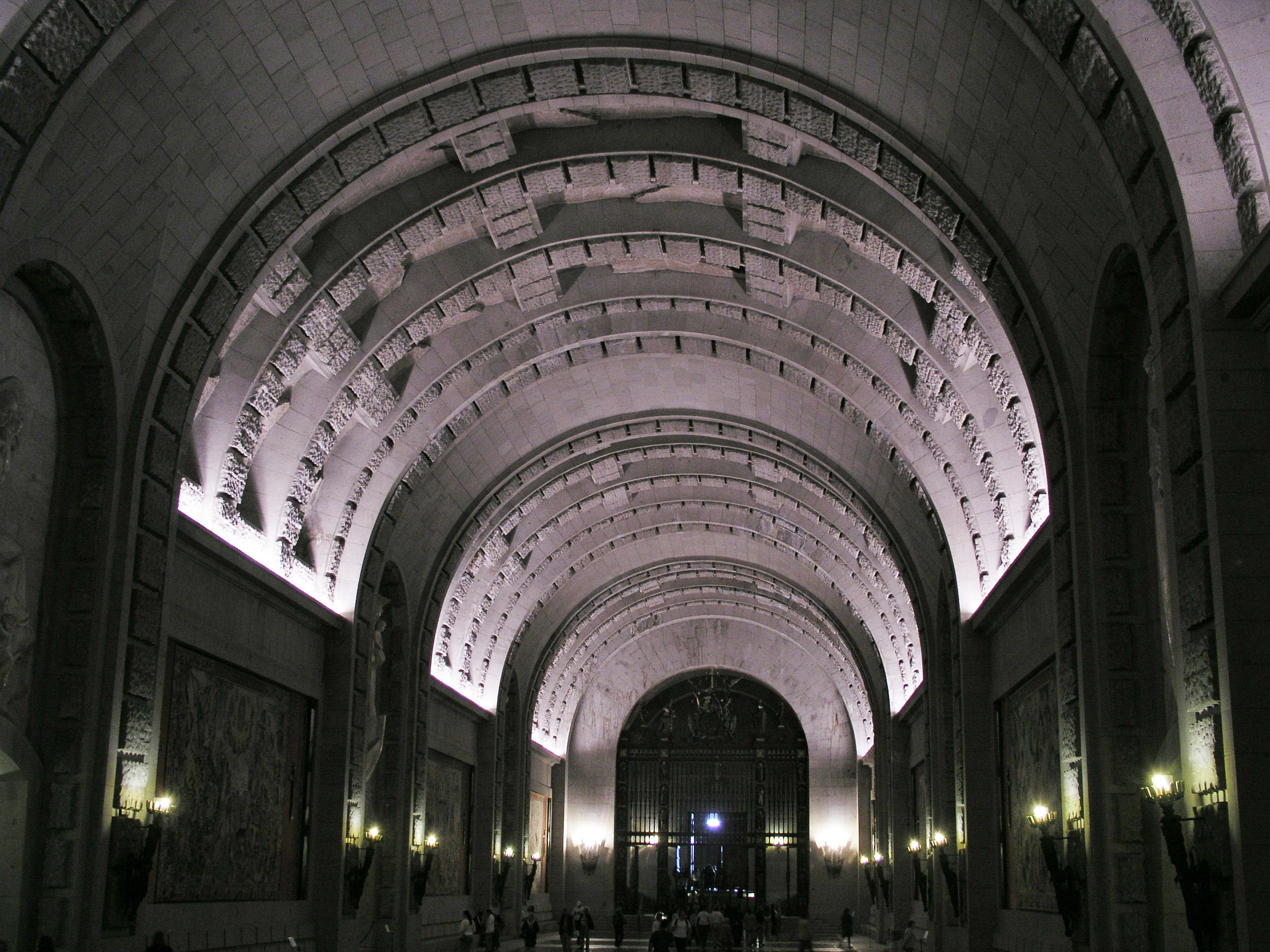
Nawa z krypty mauzoleum
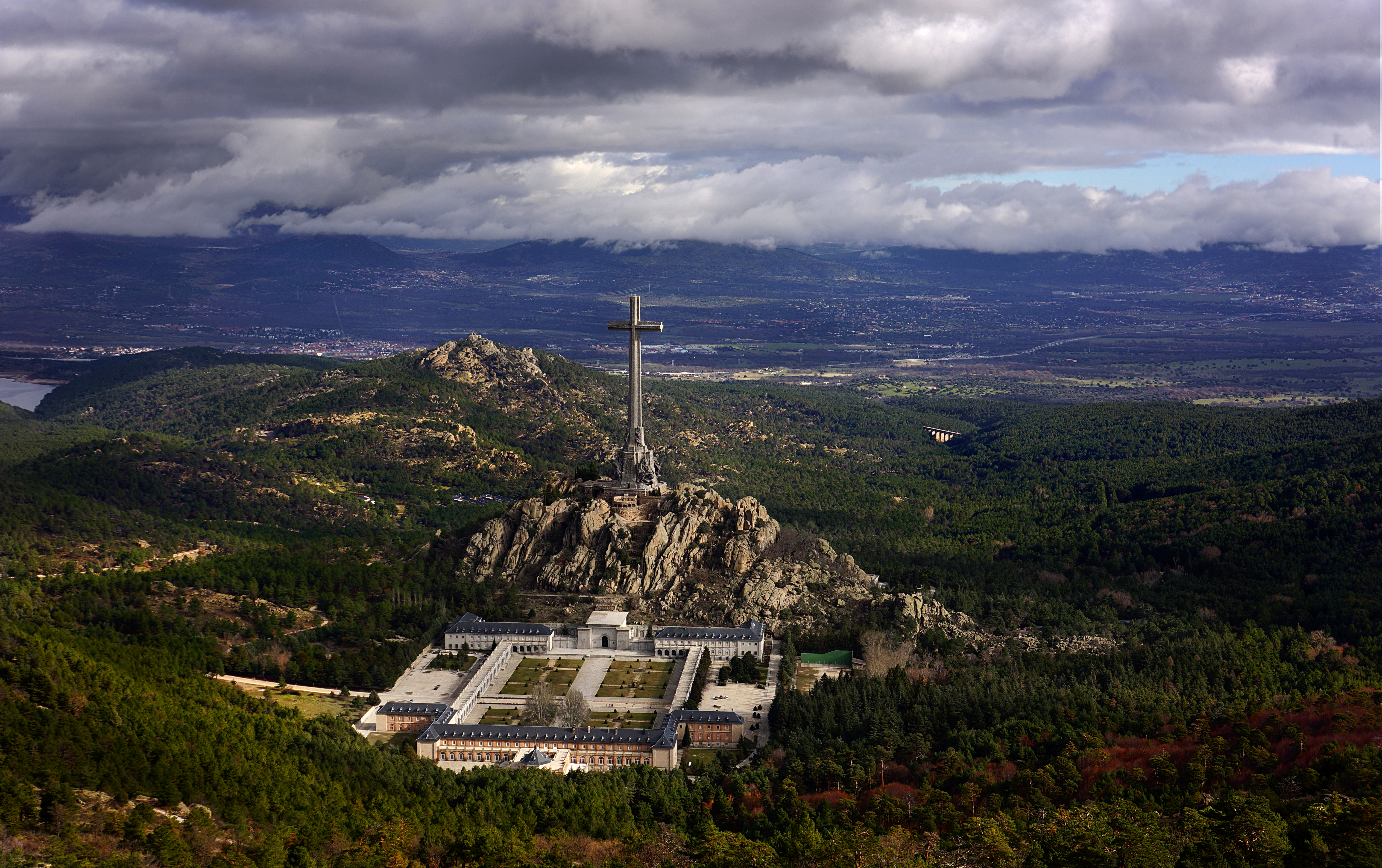
Widok ogólny